# Suore missionarie di San Domenico
Le Suore Missionarie di San Domenico (in spagnolo Hermanas Misioneras de Santo Domingo) sono un istituto religioso femminile di diritto pontificio: i membri di questa congregazione pospongono al loro nome la sigla O.P.

## Storia
Le origini della congregazione risalgono alla metà del XIX secolo quando i frati domenicani della provincia filippina del Santo Rosario chiesero ai confratelli spagnoli di aprire in patria un noviziato per la formazione di religiose da inviare in missione: il noviziato venne aperto nel 1892 e la sua gestione venne affidata a una comunità di quattordici religiose formatesi presso le domenicane di Jarauta.
Le comunità missionarie domenicane si diffuse rapidamente nelle Filippine, a Formosa, in Cina e in Giappone: nel 1917 il maestro generale dell'ordine, Ludwig Theissling, visitando le Filippine, suggerì di riunire tutte queste comunità femminili in un'unica congregazione.
Ottenuto il nihil obstat della Congregazione per i Religiosi (14 marzo 1933), il 29 aprile 1934 si procedette all'erezione canonica della congregazione e il 24 giugno successivo l'istituto, con sede centrale a Manila, venne aggregato all'Ordine dei frati Predicatori; l'istituto ha ricevuto il pontificio decreto di lode il 4 agosto 1964.

## Attività e diffusione
Le Missionarie di San Domenico si dedicano all'assistenza sociale e sanitaria ad anziani e ammalati, all'istruzione e all'educazione cristiana della gioventù, al servizio domestico presso seminari e case per religiosi.
Oltre che in Spagna, sono presenti in Cile, Corea del Sud, Filippine, Giappone, Italia, Stati Uniti d'America, Taiwan; la sede generalizia, dal 1968, è a Roma.
Al 31 dicembre 2008 l'istituto contava 594 religiose in 66 case.